# آریده (دهانه)
مقدونی یک دهانه برخوردی در ماه است.

## دهانه‌های اقماری
این دهانه ۵ دهانه اقماری دارد.
| Ariadaeus | عرض جغرافیایی | طول جغرافیایی | قطر          |
| --------- | ------------- | ------------- | ------------ |
| A         | ۴٫۶° N        | ۱۷٫۵° E       | ۸٫۰ کیلومتر  |
| B         | ۴٫۹° N        | ۱۵٫۰° E       | ۸٫۰ کیلومتر  |
| E         | ۵٫۳° N        | ۱۷٫۷° E       | ۲۴٫۰ کیلومتر |
| D         | ۴٫۹° N        | ۱۷٫۰° E       | ۴٫۰ کیلومتر  |
| F         | ۴٫۴° N        | ۱۸٫۰° E       | ۳٫۰ کیلومتر  |